# Chorizagrotis scortea
Chorizagrotis scortea là một loài bướm đêm trong họ Noctuidae.